# 拜拍耶县
拜拍耶县，是泰国南部甲米府的一个县。总面积433.4平方公里，总人口35434人，人口密度81.8人/平方公里（2005年）。

## 行政区划
拜拍耶县辖有4个区，33个村。